# Omvänd diskriminering
Omvänd diskriminering är diskriminering av personer från den grupp som normalt anses gynnad i ett samhälle. Termen används ofta av dem som är kritiska till positiv särbehandling och kvotering. Omvänd diskriminering aktualiseras mer sällan än diskriminering av minoriteter.   
Kritiker av begreppet menar att det språkligt sett är en självmotsägelse; diskriminering är diskriminering oavsett mot vem den riktas. Man menar också att begreppet är propagandistiskt då begreppet "omvänd diskriminering" förutsätter att det parallellt finns en socialt accepterad "rättvänd" diskriminering. Denna inställning menar kritiker av begreppet indikerar att de som använder begreppet anser att det finns ett stort mörkertal av "omvänd diskriminering" och att diskriminering av minoriteter inte är ett så dominerande problem som det framhålls i samhällsdebatten. 

## Rättspraxis
Ett exempel på där det kan sägas ha skett omvänd diskriminering var fallet med diskriminering vid Uppsala Universitet. Universitet hade vid antagningen vid kandidatprogrammet i juridik år 2003 reserverat tio procent av platserna för studenter vars bägge föräldrar var "utrikes födda". Syftet var att öka den etniska och sociala mångfalden i studentgruppen. Samtliga antagna studenter i urvalsgruppen hade sämre betyg än de två anmälande studenterna, som hade inrikes födda föräldrar. Universitetet ansågs inte kunna åberopa något undantag från 7 § lagen (2001:1286) om likabehandling av studenter i högskolan. Genom att ha kvoterat in studenter med invandrarbakgrund, ansågs Uppsala Universitet alltså ha gjort sig skyldiga till diskriminering av de svenska studenterna. De diskriminerade studenterna fick skadestånd av staten.